# Pitangueiras (kommun i Brasilien, Paraná)
Pitangueiras är en kommun i Brasilien.   Den ligger i delstaten Paraná, i den södra delen av landet, 900 km söder om huvudstaden Brasília. Antalet invånare är 2 814.
Trakten runt Pitangueiras består till största delen av jordbruksmark. Runt Pitangueiras är det ganska glesbefolkat, med 22 invånare per kvadratkilometer.